# Bernos-Beaulac
Bernos-Beaulac (Bernòs e Baulac auf Gascognisch) ist eine französische Gemeinde mit 1.134 Einwohnern (Stand: 1. Januar 2022) im Département Gironde in der Region Nouvelle-Aquitaine (vor 2016: Aquitanien). Sie gehört zum Arrondissement Langon und zum Kanton Le Sud-Gironde. Die Einwohner werden Beaulacais genannt.

## Geografie
Bernos-Beaulac liegt am Ciron, 57 Kilometer südsüdöstlich von Bordeaux und etwa 20 Kilometer südlich von Langon. Umgeben wird Bernos-Beaulac von den Nachbargemeinden Marimbault im Norden, Cudos im Osten, Escaudes im Südosten, Captieux im Süden, Lucmau im Südwesten und Westen sowie Pompéjac im Nordwesten.
Durch die Gemeinde führen die Route nationale 524 und die Autoroute A65.

## Bevölkerungsentwicklung
| Jahr                       | 1962 | 1968 | 1975 | 1982 | 1990 | 1999 | 2006 | 2013 | 2020 |
| Einwohner                  | 1061 | 1050 | 1023 | 939  | 1020 | 1071 | 1065 | 1146 | 1135 |
| Quellen: Cassini und INSEE |      |      |      |      |      |      |      |      |      |

## Sehenswürdigkeiten
- Kirche Notre-Dame aus dem 10. Jahrhundert, Monument historique seit 1925

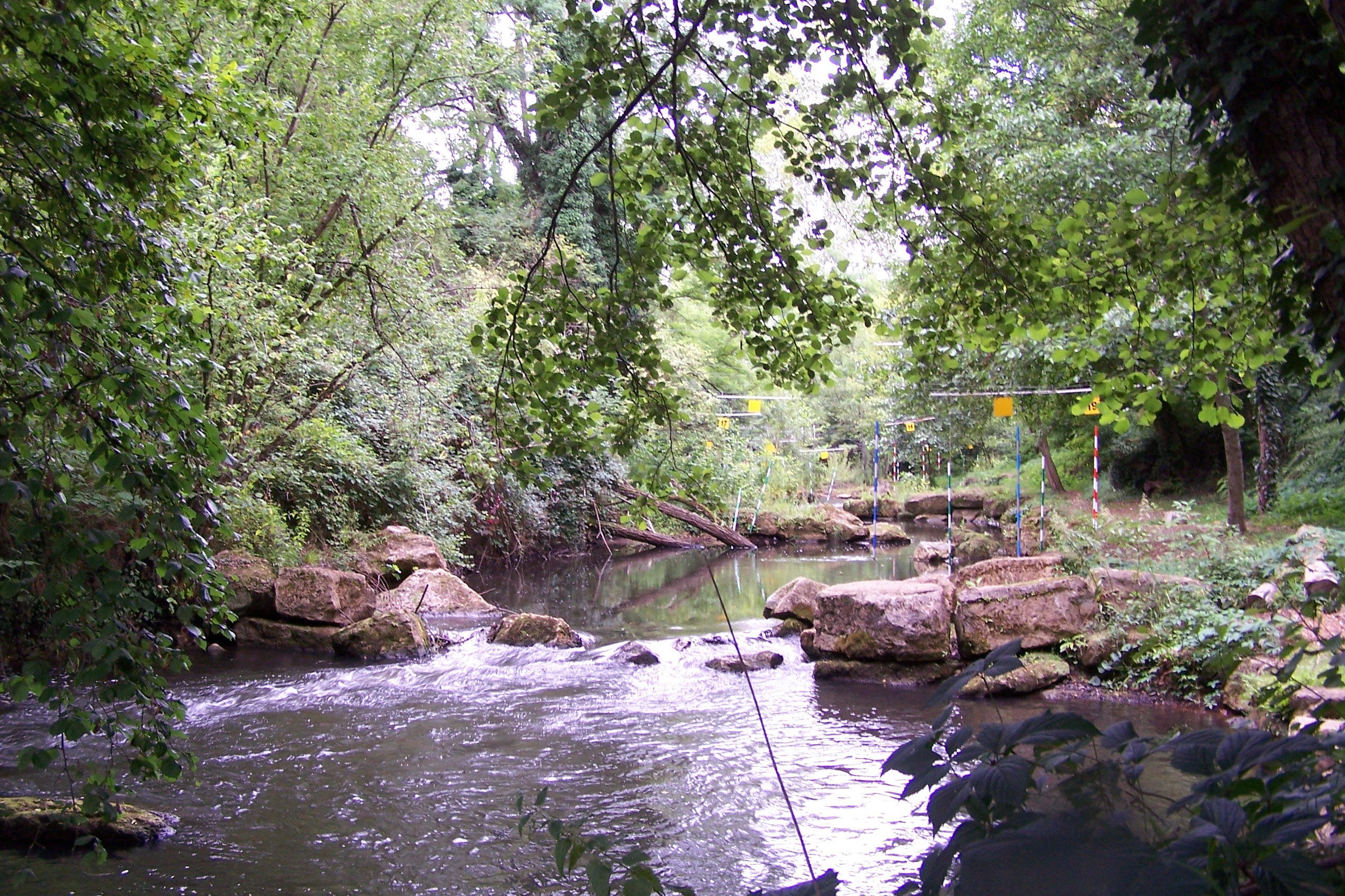
Der Ciron in Bernos-Beaulac
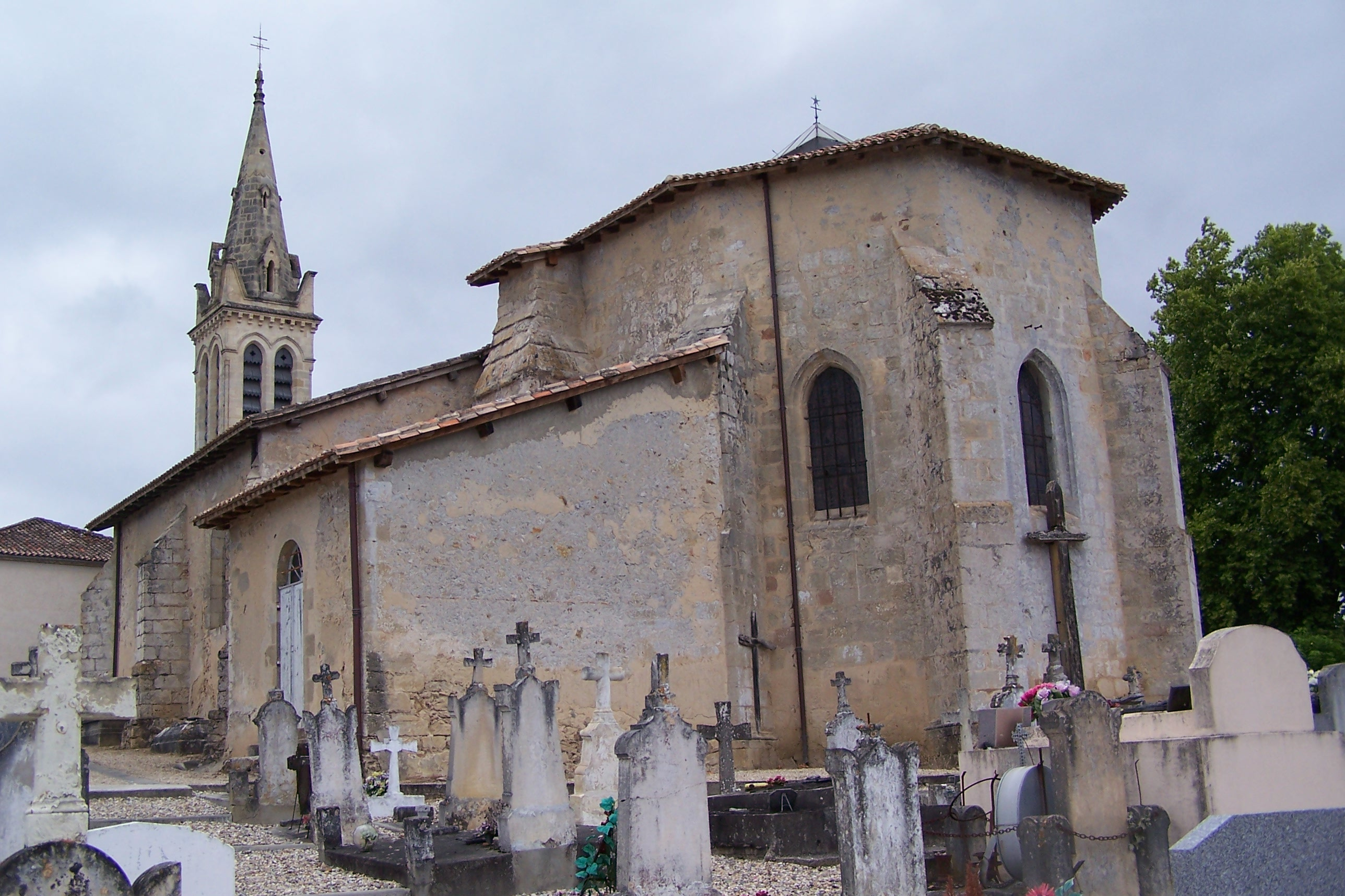
Kirche Notre-Dame
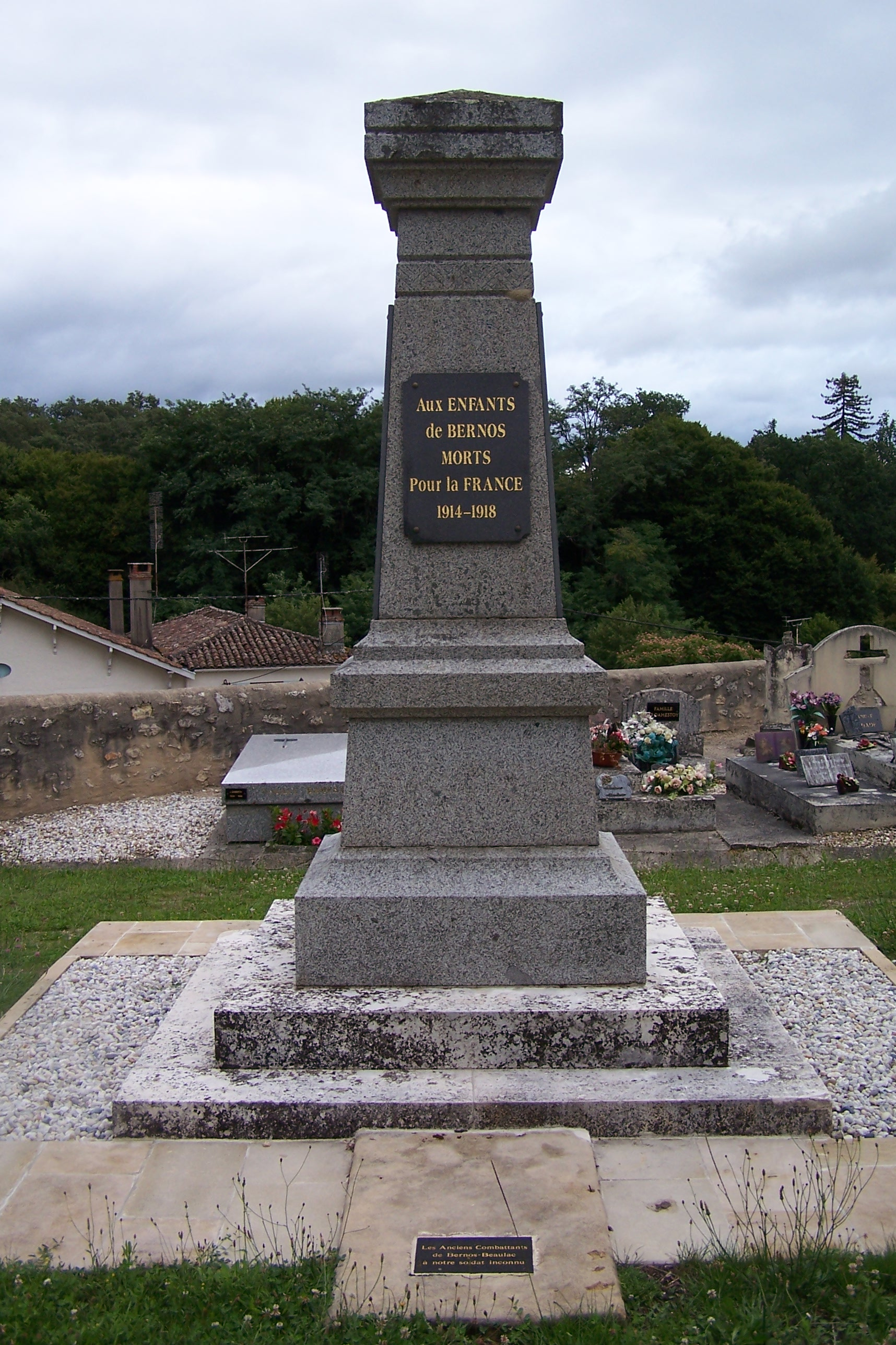
Gefallenendenkmal

## Partnergemeinde
Mit der spanischen Gemeinde Huércanos in der Provinz und Region La Rioja besteht seit 1992 eine Gemeindepartnerschaft.